# Crista Cullen
Chay Crista Kerio Cullen (Boston, 20 de agosto de 1985) es una exjugadora británica de hockey sobre césped.

## Trayectoria
Cullen ganó la medalla de bronce en los Juegos Olímpicos de Londres 2012, al derrotar a Nueva Zelanda, en el partido por el tercer puesto. En Río 2016 derrotó a Países Bajos en la final y obtuvo la primera medalla de oro de la selección británica.